# Relacions entre Ruanda i la República Popular de la Xina
Les relacions entre Ruanda i la República Popular de la Xina es refereix a les relacions bilaterals històriques i actuals entre la República de Ruanda i la República Popular de la Xina. Xina i Ruanda establiren relacions diplomàtiques el 12 de novembre de 1971.

## Xina dona finances a Ruanda
De 2000 a 2011, hi va haver aproximadament 56 projectes oficials de desenvolupament financers xinesos identificats a Rwanda a través de diversos informes dels mitjans. Aquests projectes van des d'uns 160 milions de dòlars per cancel·lació del deute en 2007, al finançament de la construcció i posada en marxa de la factoria de ciment (CIMERWA) a Bugarama en 2009, i un préstec d'interès de 219 milions RMB per la rehabilitació de la xarxa de carreteres de Kigali en 2009.